# بخش فلورانس (شهرستان اری، اوهایو)
بخش فلورانس (به انگلیسی: Florence Township) یک منطقهٔ مسکونی در ایالات متحده آمریکا است که در شهرستان ایری، اوهایو واقع شده‌است.
 بخش فلورانس ۶۸٫۲ کیلومتر مربع مساحت و ۲٬۴۴۸ نفر جمعیت دارد و ۲۴۰ متر بالاتر از سطح دریا واقع شده‌است.